# Brutal: Above the Claw
Brutal: Above the Claw est un jeu vidéo de combat sorti en 1995 sur 32X et DOS. Le jeu a été développé par Team Brutal et édité par GameTek.